# Varamientos (cetáceos)

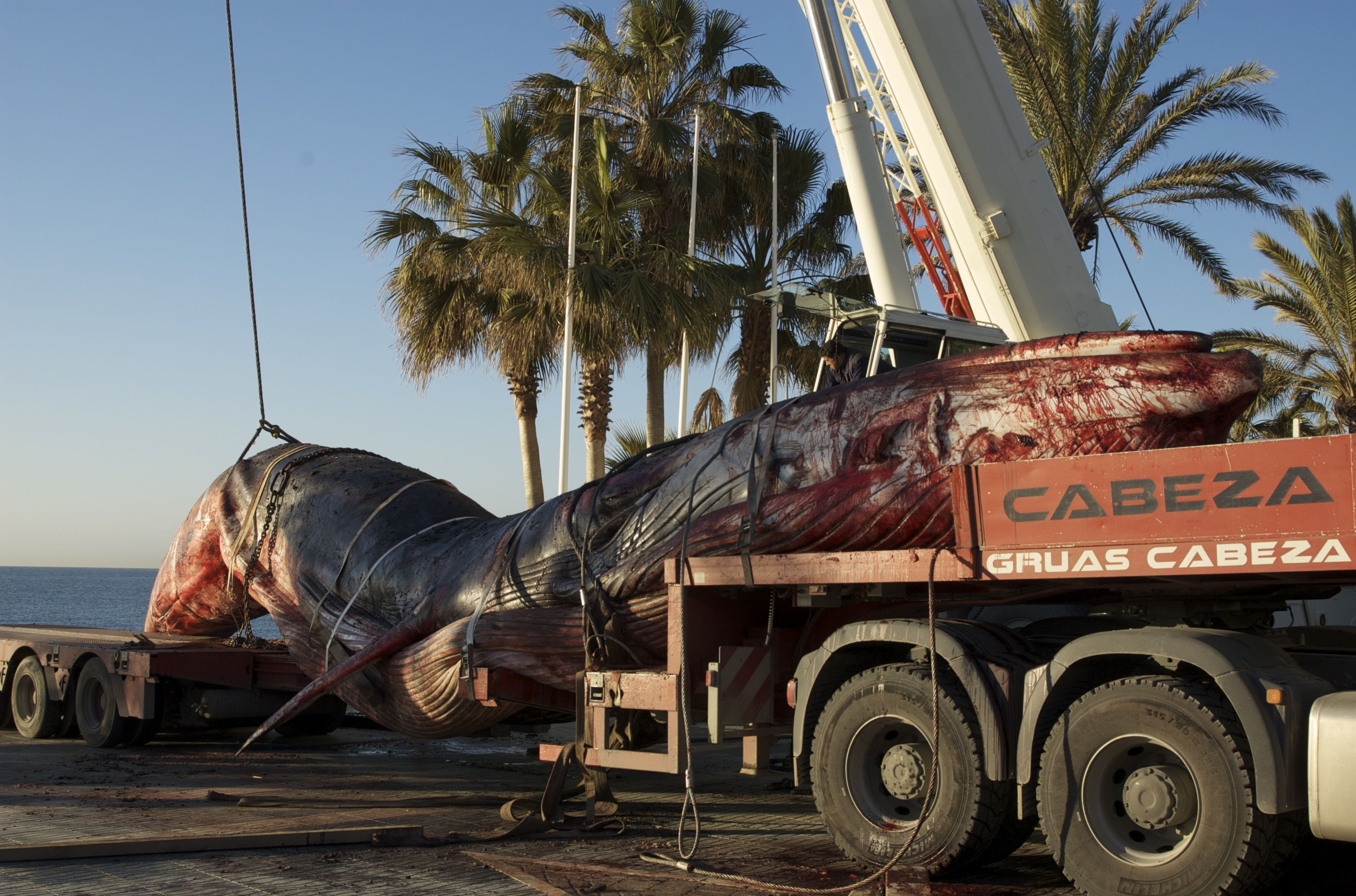
Rorcual de 19 metros de longitud varado en las playas de Marbella, España.

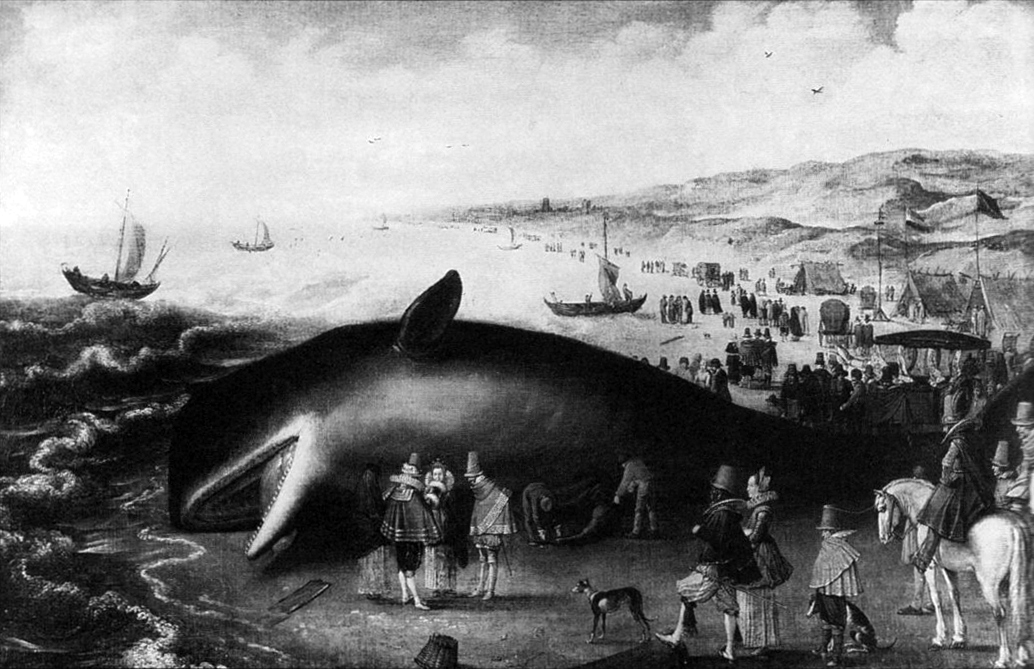
Grabado de un cachalote varado (1598).

Los varamientos son encallamientos de cetáceos en la arena de la playa o en la orilla del mar. Esta situación es a menudo fatal para los cetáceos ya que pueden morir de deshidratación. También suele suceder que sus pulmones quedan aplastados debido al gran peso de estos animales en tierra firme. En muchas ocasiones se hacen esfuerzos para salvarlas pero no siempre es posible. En el mundo,  cada año son reportados hasta 2.000 cetáceos varados.
Es probable que los cadáveres de los cetáceos fallecidos floten en la superficie del agua, y que las corrientes o los vientos los lleven a la costa. De los miles de cetáceos que mueren cada año, solo unos cuantos son encontrados varados. La mayoría de los cadáveres de cetáceos nunca llegan a la costa y se descomponen lo suficiente como para hundirse hasta el fondo del océano, donde forman parte de una especializada cadena alimenticia. Encontrar un cetáceo único varado a menudo es el resultado de una enfermedad o lesión, que casi inevitablemente terminan en la muerte del animal.
Casi todas las especies afectadas en varamientos múltiples corresponden a odontocetos en lugar de misticetos. Esto incluye a los cachalotes, calderones, delfines, etc. Un factor clave en muchos de estos casos parece ser la fuerte cohesión social de los odontocetos. En junio del 2015 se descubrió una mortalidad masiva de 337 misticetos, probablemente de ballena sei, en la Patagonia chilena, siendo las mareas rojas la causa más probable.

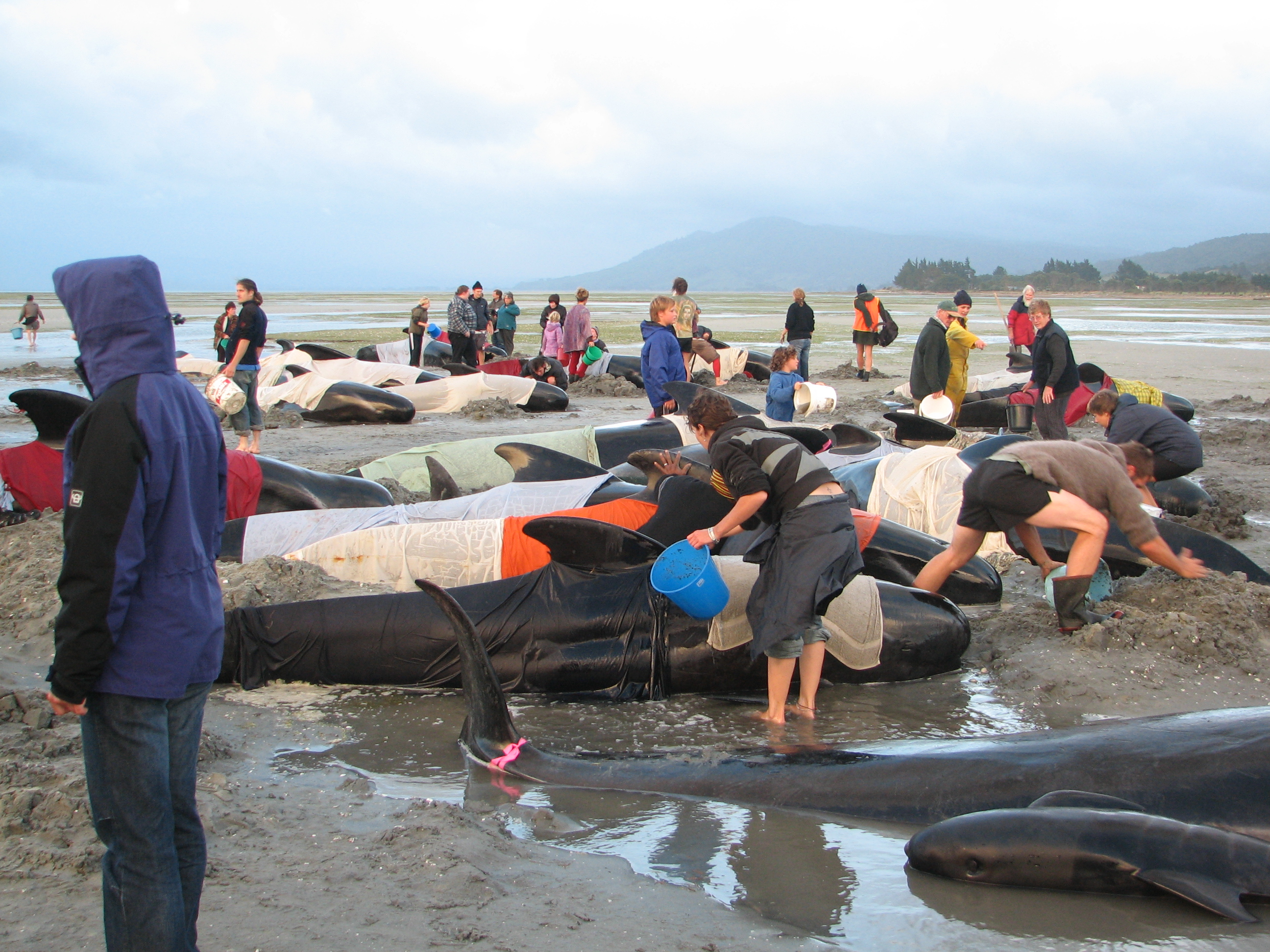
Voluntarios intentando mantener hidratados y frescos a un grupo de calderones varados en las costas de Nueva Zelanda.

## Causas

### Naturales
Hasta ahora los varamientos podían ser causados por condiciones meteorológicas excepcionales (como tempestades que duran varios días) o por diversas enfermedades. Se sabe que ciertas epizootias han causado importantes varamientos, por ejemplo el Morbillivirus que afectó a los delfines listados del Mediterráneo entre los años 1990 y 2000.
Se tiene la teoría de que en playas de pendiente inferior a 0'5º los varamientos podrían deberse a la dificultad para "ver" la pendiente del sistema de ecolocalización de los delfines

### Humanas
Los fuertes sonidos de trabajos marinos pueden interferir con el sistema de ecolocalización de los ballenas  desorientándolos y causándoles pérdidas graves de oído (ejercicios militares, explosiones utilizadas para los sondeos, algunos tipos de sonar).
Se tienen pruebas de que el sonar puede provocar varamientos. En algunos casos estos se han producido justo después del uso de sonares militares en la zona, como cuando 17 zifios encallaron en las Bahamas en marzo de 2000 después de ejercicios con sonar de la Armada estadounidense, cuyos fuertes y bruscos cambios de presión provocaron hemorragias en sus oídos que causaron su desorientación y varamiento.
Otro gran motivo de enfermedad y muerte de cetáceos son los crecientes niveles de contaminación de las zonas costeras y los océanos, tanto por vertidos de sustancias tóxicas procedentes de varias industrias, transporte de mercancías por mar, fugas de petróleo, acumulación de plásticos y redes fantasmas, entre otros. En muchos casos estos animales morirán en alta mar, pero algunos llegarán a varar en las costas. El incremento de casos de varamiento debido a enfermedades vinculadas con la actividad humana está aumentando de forma preocupante en los últimos años y es un claro indicador de la gran  presión y alarmante aumento de la contaminación generada por la especie humana.

## Muerte
Un cetáceo muerto en la costa se convierte en foco de contaminación y enfermedades. Debido a su gran tamaño la mayoría de las veces no es posible retirarlas intactas por lo que se recurre a explosivos.
Un caso famoso ocurrió en Florence, Oregón, Estados Unidos, en 1970, cuando un cachalote muerto fue volado para evitar la putrefacción del animal en la playa. Este incidente se hizo famoso cuando el humorista estadounidense Dave Barry escribió sobre ello en su columna periodística y la posterior aparición de un video con la explosión.
En otro caso, el 15 de septiembre de 2005 también sería dinamitada una ballena que apareció varada en las costas de Ciudad del Cabo, Sudáfrica después de que varios intentos para moverla fracasaran.